# Educación para todos

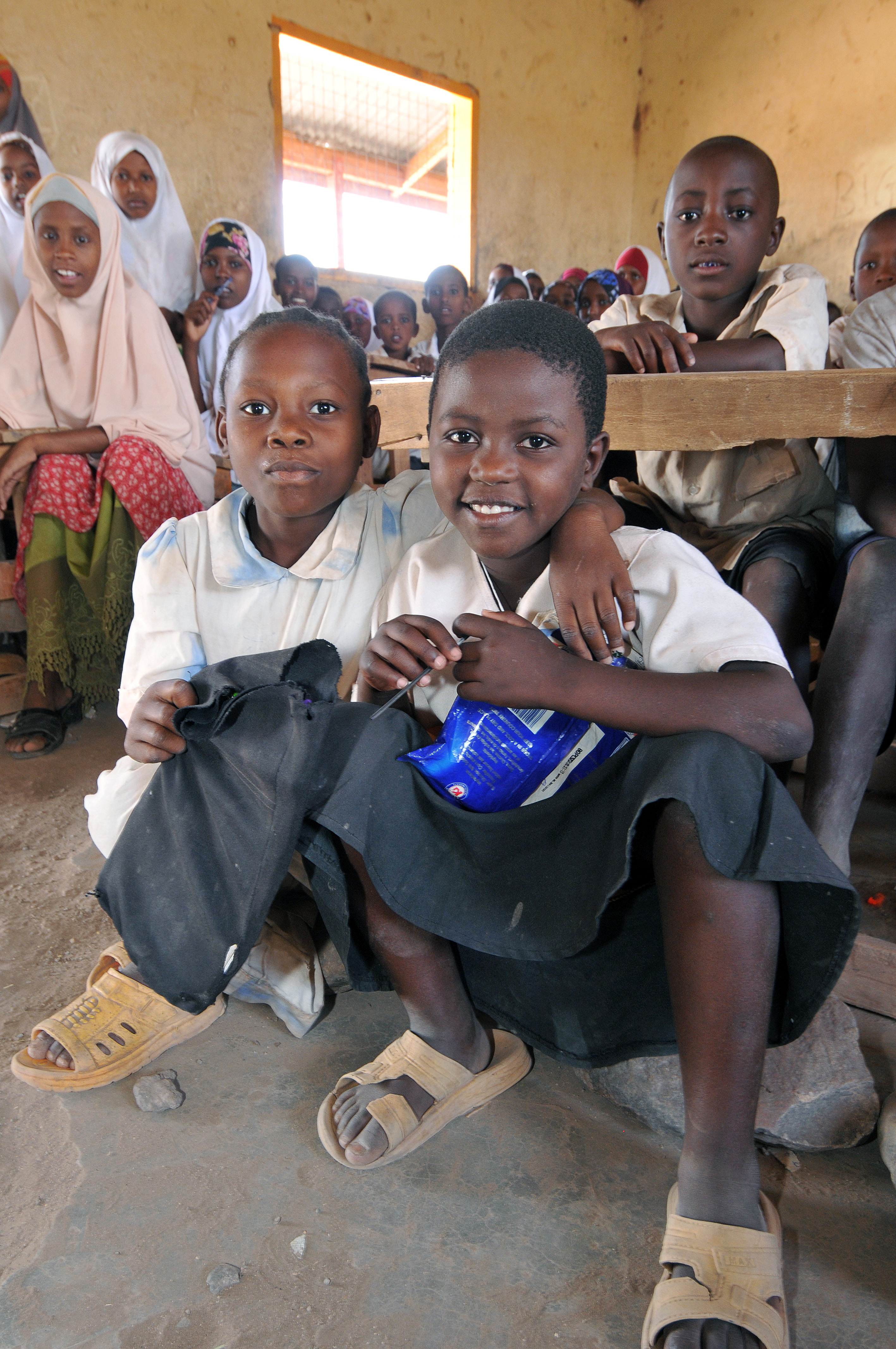
Escuela en Kenia, 2011.

Educación Para Todos (EPT) es un movimiento mundial guiado por UNESCO, con el objetivo de satisfacer las necesidades de aprendizaje de todos los niños, jóvenes y adultos para el año 2015.
UNESCO ha recibido el mandato de liderar esta iniciativa y coordinar los esfuerzos internacionales para alcanzar la Educación para Todos. Los gobiernos, los organismos de desarrollo, la sociedad civil, las organizaciones no gubernamentales y los medios de comunicación no son sino algunos de los socios que trabajan hacia el logro de estos objetivos.
Los objetivos de la EPT también contribuyen a la búsqueda global de los ocho Objetivos de Desarrollo del Milenio, especialmente el segundo sobre educación primaria universal y el tercero sobre igualdad de género en la educación para el año 2015.
Una iniciativa de vía rápida fue creada para aplicar el programa de la EPT con el objetivo de "acelerar el progreso hacia la calidad de la educación primaria universal". Además la UNESCO también produce el Informe de seguimiento global de Educación para Todos.

## Conferencia Mundial sobre Educación Para Todos (Jomtien, 1990)
El movimiento se inició en 1990 en la Conferencia Mundial sobre Educación Para Todos en Jomtien, Tailandia. Allí, representantes de la comunidad internacional (155 países, así como representantes de unas 150 organizaciones) se pusieron de acuerdo en "universalizar la educación primaria y reducir masivamente el analfabetismo para finales de la década". A partir de esta conferencia fue aprobada la Declaración Mundial sobre Educación Para Todos, satisfacción de las necesidades básicas de aprendizaje, la cual enfatizó que la educación es un derecho humano fundamental e instó a los países a que intensifiquen sus esfuerzos para mejorar la educación.

## Foro Mundial de Educación de Dakar (2000)
En el año 2000 la comunidad internacional se reunió de nuevo en el Foro Mundial sobre la Educación en Dakar, Senegal, un evento que atrajo a 1.100 participantes. El foro hizo un balance del hecho de que muchos países están lejos de haber alcanzado las metas establecidas en la Conferencia Mundial sobre Educación para Todos. Los participantes reafirmaron su compromiso de lograr la Educación para Todos en el año 2015, y se identificaron seis objetivos clave de la educación medibles para el año 2015. Además, el foro reafirmó el papel de la UNESCO como la organización principal con toda la responsabilidad de la coordinación de otros organismos y organizaciones para lograr estos objetivos. Fueron establecidos seis objetivos comunes a través del Marco de Acción Mundial de Dakar.

## Educación para Todos Índice de Desarrollo
Con el fin de evaluar el progreso de cada país con respecto a los objetivos de la EPT establecidos en el Marco de Acción de Dakar, la UNESCO ha desarrollado un Índice de Desarrollo que mide cuatro de los seis objetivos de la EPT mediante un indicador específico, y a cada uno de los componentes se le asigna el mismo peso en el índice general.
Los cuatro objetivos incluidos para medición en el EDI y sus correspondientes indicadores son:
- Objetivo 1: Fomentar la atención de la primera infancia y la educación. El indicador seleccionado para medir el progreso hacia este objetivo es la tasa neta de escolarización primaria, que mide el porcentaje de niños y niñas en edad escolar que están matriculados en primaria o secundaria. Su valor varía de 0% a 100%. En concreto, el indicador aplicado es la Tasa Neta de Escolarización Ajustada (TNEA) en la educación primaria, que determina el porcentaje de alumnado en edad de cursar ese nivel de enseñanza y que está escolarizado en centros educativos.
- Objetivo 4: Incrementar la alfabetización de adultos en un 60%. El indicador empleado es la tasa de alfabetización de las personas de quince años o más.
- Objetivo 5: Lograr la paridad de género para el año 2005, la igualdad de género para el año 2015. El indicador seleccionado para medir el progreso hacia este objetivo es el índice de la EPT en el género específico. El indicador empleado (IEG) es el promedio de los índices de paridad entre los sexos de las tasas brutas de escolarización en la enseñanza primaria y secundaria y de la tasa de alfabetización de los adultos.
- Objetivo 6: Mejorar la calidad de la educación.[3] Este se mide a través de un único indicador, que es la tasa de supervivencia en el quinto grado de primaria.